# Bartodzieje Podmiejskie
Bartodzieje Podmiejskie – historyczna część miasta Radomska położona na północ od centrum. Do końca 1922 samodzielna miejscowość.

## Historia
Bartodzieje Podmiejskie to dawniej wieś. Do 1923 należała do gminy Radomsk (Noworadomsk) w powiecie radomszczańskim (1867–1922 pn. noworadomski), początkowo w guberni piotrkowskiej, a od 1919 w woj. łódzkim. 
1 stycznia 1923 włączona do Radomska.